# Ângelo Ribeiro
Ângelo Pinto Ribeiro (Angra do Heroísmo, 7 de Janeiro de 1886 — Lisboa, 5 de outubro de 1936), frequentemente referido apenas por Ângelo Ribeiro, foi um jornalista, professor e político, ligado ao Partido Republicano Português, que se destacou na área da biografia e da história das instituições de
assistência e de educação.

## Biografia
Ângelo Pinto Ribeiro nasceu na Rua da Alfândega, freguesia da Sé, da cidade de Angra do Heroísmo,  filho de Jácome de Sousa Ribeiro, conhecido músico e jornalista, e de sua esposa Maria Leonor Pinto. A família, profundamente católica, estava ligada aos meios intelectuais angrenses, especialmente à música. O pai também mantinha ligações com a actividade editorial e jornalística.
Em 1899, quando tinha 13 anos de idade, a família mudou-se para a vila da Calheta de São Jorge, onde seu pai se empregara como secretário da Câmara Municipal da Calheta (Açores). A mudança para a ilha de São Jorge, onde não havia ensino secundário, impediu a continuação dos estudos.
Republicano, após a implantação da República Portuguesa, apesar de ter apenas 25 anos de idade, entre 9 de janeiro e 30 de setembro de 1911, exerceu as funções de administrador do concelho da Praia da Vitória, na ilha Terceira, funções que também exerceu no concelho de Angra do Heroísmo entre setembro de 1911 e 29 de abril de 1912.
Em julho de 1912 concluiu, como aluno externo, o curso complementar de Letras no Liceu Central de Ponta Delgada, na variante de Língua Alemã, com a classificação final de 12 valores. Nesse ano fixou-se em Lisboa, onde a 9 de outubro de 1912 se matriculou no curso da recém-criada Faculdade de Letras da Universidade de Lisboa, cujo bacharelato concluiu, em Filosofia, em outubro de 1917.
Como forma de se sustentar durante os estudos, trabalhou como jornalista em diversos periódicos de Lisboa, com destaque para As Novidades, especializando-se na crítica literária, tendo publicado trabalhos biográficos sobre diversas personalidades ligadas aos meios literárias. 
Terminado o curso de Letras, em 1918 foi admitido na Escola Normal Superior de Lisboa, no Curso de Habilitação ao Magistério Liceal, com prática pedagógica com professor estagiário no Liceu de Gil Vicente, em Lisboa.
Em Lisboa ingressou nos meios intelectuais, inserindo-se no movimento da Renascença Portuguesa e aos meios políticos. Foi particularmente activo no campo da pedagogia e da história da educação, desenvolvendo uma relação de amizade e colaboração com Leonardo Coimbra, sob cuja direcção participou, com Francisco Newton de Macedo, nos estudos visando a reforma do sistema universitário português. Também colaborou com Damião Peres, sendo um dos redactores da História de Portugal. Foi dirigente do Partido Centrista Republicano, cujos órgãos centrais integrou.
Após a Primeira Guerra Mundial, publicou alguns artigos na revista Atlântida: Mensário Artístico, Literário e Social para Portugal e Brasil e dedicou-se à tradução e edição. Publicou algumas traduções de obras de Platão, sob a chancela da Renascença Portuguesa, e editou obras poéticas.
Foi nomeado professor da Escola Normal Primária de Lisboa, onde trabalhou até 1921, ano em que foi convidado a integrar a recém criada Faculdade de Letras da Universidade do Porto, onde vagara o lugar de professor de Filologia Germânica.
No Porto integrou o grupo de docentes constituído, entre outros, por Damião Peres, Homem Cristo, Newton de Macedo e Luís Cardim, desenvolvendo uma notável acção pedagógica e de investigação. Em julho de 1923 mudou de área aos ser nomeado professor efectivo da Faculdade e passando a leccionar História Medieval, História Moderna e Contemporânea e História Geral da Civilização, esta última na qualidade de regente a partir de 1930. Em abril de 1926 recebeu o grau de  grau de Doutor em Filologia Germânica, em concessão aprovada por unanimidade. Nesse mesmo ano realizou uma viagem de estudo aos laboratórios de fonética experimental de Paris e de Hamburgo, visando a criação de uma estrutura semelhante na Faculdade de Letras do Porto.
Permaneceu no Porto de 1921 até 1931, ano em que a Faculdade de Letras do Porto foi extinta. Nesse período publicou na revista A Águia e na Revista de Estudos Históricos da sua Faculdade. Foi também importante colaborador da História de Portugal, conhecida como de Damião Peres ou de Barcelos, a primeira história geral do país produzida por académicos. A obra, considerada monumental, publicada por ocasião das comemorações do oitavo centenário da fundação de Portugal, contém 48 capítulos redigidos por Ângelo Ribeiro. Entre a sua contribuição destacam-se seis capítulos referentes à história da assistência em Portugal e várias biografias políticas de monarcas portugueses.
Com a extinção da Faculdade de Letras do Porto em resultado do Decreto n.º 15365, de 14 de abril de 1828, passou a «professor adido», permanecendo no Porto até 1933. Nesse ano, após a publicação do Decreto-Lei n.º 23189, de 31 de outubro de 1933, que autorizou o Ministro da Instrução Pública a mandar prestar serviço como professores provisórios nos liceus aos professores adidos da extinta Faculdade de Letras da Universidade do Porto, fixou-se em Lisboa, onde foi sucessivamente professor no Liceu de Passos Manuel, Liceu de Gil Vicente e Liceu de Camões. Em 1936 foi abrangido pelas normas reguladoras da situação dos professores adidos, e obrigado a reformar-se. Faleceu pouco depois, a 5 de outubro de 1936, vítima de enfarte cardíaco. Tinha 50 anos de idade.
Nos últimos anos da sua vida, trabalhou numa colaboração para a História de Portugal dirigida por Hernâni Cidade e publicada pela Editora Lello & Irmão em 1936. Nesse período também escreveu o verbete referente à história de Portugal que foi integrado na Enciclopedia Italiana di scienze, lettere ed arti (conhecida como La Treccani), numa síntese que vai da formação da nacionalidade à ascensão do Estado Novo. 

## Obras
Para além de vasta obra dispersa por periódicos, entre outras, é autor das seguintes obras:
- Verbo Antigo (Lisboa, 1919)
- Sonata da Evocação (Lisboa, 1920)
- A "Maria Stuart" de Schiller (Porto, 1928)
- Lessing (conferências na Faculdade de Letras – Porto, 1931)
- Apologia de Sócrates por Platão (editor)
- História de Portugal : De D. João IV a D. Maria I
- A apologia de Fédon e Crito por Platão (editor)
- O banquete : elogio do amor de Platão (editor)
- História de Portugal
- Fédon : diálogo sôbre a alma e morte de Sócrates (editor)
- História de Portugal da Lusitânia a D. Fernando I
- «O Pensamento Filosófico de Leonardo Coimbra: a Propósito do seu Último Livro A Luta pela Liberdade», in Atlântida: Mensário Artístico, Literário e Social para Portugal e Brasil. Lisboa, nº. 33/34, Ano III, vol. IX, 1919.
- Curso de Iniciação Filosófica, Lisboa, Livraria Férin, 1919
- «As Trovas de Walther, o mais ilustre dos Minnesinger» in Revista da Faculdade de Letras da Universidade do Porto, Porto, nº 5-6, 1923, pp. 469-483.
- «Silva Mourisca; Arabesco; Versículos; A Caminho da Morte; A Alcáçova», A Águia. Porto, nºs. 34,35,36 – Abril, Maio e Junho de 1925, pp. 96-99*
- «A Maria Stuart de Schiller», separata da Revista de Estudos Históricos: Boletim do Instituto de Estudos Históricos da Faculdade de Letras, Porto, Instituto de Estudos Históricos, 1928.
- Verbetes «Portugal e Algarve», «Santarém», «Lisboa», «O Povoador», «Silves», «Elvas, Mértola, Tavira», «A Revolução do Bolonhês», «O Rei Filósofo», «O Desastre de Tânger», «Alfarrobeira», «Afonso-o-Africano», «Toro», «Afonso V e Luís XI. As Terçarias de Moura», «O Príncipe Perfeito», «Albergarias e Hospitais», «Gafarias», «Hospitais Reais-Misericórdias», «A Deposição de D. Afonso VI», «D. João V», «A Renovação Pombalina», «José I e Pombal: o Governo da Força», «A Implantação da República», «Consolidação do Novo Regime», in Damião Peres (coordenador), História de Portugal, vol. II – VII, Barcelos, Portucalense Editora, 1928-1981.
- Lessing, Porto, edição de autor, 1931.
- Verbete «Portogallo-Storia», in Enciclopedia Italiana di Scienze, Lettere ed Arti, Roma, vol. 28, Instituto della Enciclopedia Italiana, 1935, pp. 42-49.
- Verbetes «Da Lusitânia a D. Fernando», «De D. João IV a D. Maria», in Hernâni Cidade (coord.), História de Portugal, vol I, III, Porto, Lello & Irmão, 1936.
- Verbetes «A formação do território - da Lusitânia ao alargamento do país», «A afirmação do país – da conquista do Algarve à regência de Leonor Teles», «A restauração da Independência – o início da Dinastia de Bragança», «A Monarquia Absolutista – da Afirmação do Poder às Invasões Francesas», in José Hermano Saraiva (coord.), História de Portugal, vols. I, II, V, VI, Matosinhos, Quidnovi, 2003.